# Велизе
Ве́лизе (эст. Velise) — деревня в волости Марьямаа уезда Рапламаа, Эстония.

## География и описание
Расположена на расстоянии 28 километров к юго-западу от уездного центра — города Рапла — и в 14 километрах к югу от волостного центра — посёлка Мярьямаа. Высота над уровнем моря — 27 метров.
Северную границу деревни отмечает река Велизе, на северо-восточной стороне деревни течёт река Нурту.
Официальный язык — эстонский. Почтовый индекс — 78201.

## Население
По данным переписи населения 2011 года в Велизе проживал 21 человек, все — эстонцы.
По данным переписи населения 2021 года, в деревне насчитывалось 25 жителей, все — эстонцы.
Численность населения деревни Велизе по данным переписей населения:
| Год  | 1959 | 1979 | 1979  | 1989 | 2000 | 2011 | 2021 |
| ---- | ---- | ---- | ----- | ---- | ---- | ---- | ---- |
| Чел. | 79   | ↘ 52 | ↗ 113 | ↘ 94 | ↘ 25 | ↘ 21 | ↗ 25 |

## История
В письменных источниках 1513 года упоминается поселение Phelix, 1516 года — деревня Vellisz, 1521 года — Felckes.
В средние века на территории деревни находилось вассальное городище Велизе.
Документально подтверждено, что в 1390—1675 годах эти земли принадлежали Икскюлям — одному из самых  могущественных вассальных семейств Старой Ливонии.
Центр нынешней деревни образовался в месте слияния рек Велизе и Нурту в конце 19-го столетия, когда там была построена православная церковь и церковно-приходская школа. В посёлке после этого появились волостной дом, две лавки и аптека, работали пекарь, сапожник и портной.
На военно-топографических картах Российской империи (1846–1863 годы), в состав которой входила Эстляндская губерния, церковь деревни обозначена как Цер. Велизъ.
До 1977 года Велизе назывался посёлком, затем получил статус деревни. Одноимённое поселение (эст. Velise asundus), возникшее в 1920-х годах, в 1977 году было объединено с деревней Аравете; в 1997 году оно было восстановлено в статусе деревни и получило название Велиземыйза.
Осенью 1905 года деревня Велизе стала центром революционного движения  в Ляэнемаа, руководителем которого стали учитель церковно-приходской школы Иван Паулус (Jaan (Ivan) Paulus), торговец из деревни Нурту Юри Овийр (Jüri Oviir (1872-1957)) и Михкель Айтсам (Mihkel Aitsam). В конце октября была создана Народная дружина и провозглашена так называемая Республика Велизе (эст. Velise vabariik). Жертвам последовавшей за этим карательной операции в 1936 году был установлен памятник возле православной церкви, выполненный Эльмаром Тоотсом (Elmar Toots (1912-1983)). Памятные знаки были также установлены на месте расстрела мятежников на хуторе Сопаа́угу (эст. Sopaaugu talu) и на месте волостного дома Велизе.
В 1977—1997 годах в состав Велизе официально входила деревня Вески.
В деревне действует православная церковь во имя Рождества Иоанна Крестителя.
В деревне работает хутор-музей Силлаотса.
На землях Велизе два с половиной столетия жили предки Георга Луриха по отцовской линии.

## Вассальное городище и мыза Велизе
Городище Велизе (на немецком языке Шлосс Фелькс (Schloß Felx, Schloß Felcks)) было средневековым вассальным городищем в приходе Велизе. Городище принадлежало вассалам Сааре-Ляэнеского епископа Икскюлям.
Годом строительства городища считается 1264 год. Оно находилось на возвышенности, расположенной на краю долины Аравере. С возведением фланков возвышенность была с каждой стороны окружена водяными рвами, следы которых сохранились до настоящего времени. Предположительно, городище состояло из основного укреплённого сооружения с башней и дополнительного каменного укрепления и/или деревянного частокола, окружавшего всю возвышенность.
Во время Ливонской войны, в сентябре 1560 года, городище было сожжено русскими войсками.
Позже городище не восстанавливали, и оно осталось в развалинах. В XIX веке на этих развалинах было построено господское здание мызы Велизе (сожжено во время крестьянского восстания в 1905 году). Для его строительства использовали также уцелевшие части стен городища.
Территория бывшего городища внесена в Эстонский Государственный регистр памятников культуры.

## Церковь во имя Рождества Иоанна Крестителя
Православный храм во имя Рождества Иоанна Крестителя был построен в приходе Велизе  22 октября 1889 года по проекту архитектора Эрвина Бернгарда.
Церковь внесена в Эстонский Государственный регистр памятников культуры. Представляет из себя каменное здание в стиле историзма с кирпичным декором. Имеет основной план в виде латинского креста и традиционную трёхуровневую планировку с колокольней и апсидой. Иконостас простой, низкий, в тёмных тонах.

## Велизеский хутор-музей Силлаотса
Велизеский хутор-музей Силлаотса (эст. Velise Sillaotsa Talumuuseum) открыл в 1982 году краевед и деятель культуры Алексей Парнабас (Aleksei Parnabas (1919–1986)). Он находится на расстоянии двух километров от центра Велизе в сторону Мярьямаа на землях бывшего хутора Силлаотса.
Алексей Парнабас был коренным жителем деревни Велизе и провёл большую работу по увековечению прошлого своих родных мест.
Экспозиция музея размещена на гумне, в амбаре, сараях, кузнице, а также во дворе хутора и даёт обзор жизни, работы и деятельности крестьянства юго-востока Ляэнемаа с середины 19-го столетия до ближайшего прошлого. Рядом со старинными фотографиями и предметами обихода представлены сельскохозяйственные инструменты, транспортные средства, средства для перевозки грузов, строительные и столярные инструменты и пр., бо́льшая часть которых сделана местными жителями. Особо редким экспонатом является изготовленная местными мастерами молотилка с цепной передачей. Некоторые экспонируемые машины до сих пор находятся в рабочем состоянии.
К музею относятся сад и дендропарк площадью 3,5 гектара, находящийся под защитой государства и административно расположенный на территории деревни Кяриселья.
В музее проводятся тематические дни, народные праздники, ставятся спектакли.